# 오스카르 바귀
오스카르 달미로 바귀 앙굴로(스페인어: Óscar Dalmiro Bagüí Angulo ˈoskar βaˈɣwi[*], 1982년 12월 10일, 에스메랄다스 ~)는 에콰도르의 전 축구 선수이다.
바귀는 에콰도르 국가대표로 19경기 출전하였다. 그의 첫 출전 경기는 2005년 1월 26일, 암바토에서의 파나마전이었다. 그는 루이스 페르난도 수아레스 감독의 부름을 받아 2007년 코파 아메리카에 참가하였다. 그는 에콰도르가 참가한 세 경기에 모두 출전하였으나, 칠레, 멕시코, 그리고 브라질에 밀려 다음 라운드에 진출하지 못하였다. 그는 2007년에 2010년 FIFA 월드컵 예선전을 위해 지속적으로 차출되어 출전했다.

## 수상
에멜레크
- 에콰도르 세리에 A: 2013